# Авария DC-10 в Ньюберге
Авария DC-10 в Ньюберге — авиационная авария, произошедшая 5 сентября 1996 года. Авиалайнер McDonnell Douglas DC-10-10CF авиакомпании Federal Express выполнял плановый внутренний грузовой рейс FDX1406 по маршруту Мемфис—Бостон, однако во время полёта в кабине пилотов прозвучала сигнализация о пожаре в грузовых отсеках. Экипаж совершил экстренную аварийную посадку в Ньюберге и эвакуировался. Через 40 минут огонь прожёг фюзеляж и у самолёта отделилась хвостовая часть. Из находившихся на борту пяти человек (два пассажира и три члена экипажа) никто не погиб, но двое получили лёгкие ранения. Самолёт был признан не подлежащим ремонту и списан, стоимость уничтоженного груза составила около 300 млн долл. США.

## Сведения о рейсе 1406

### Самолёт
McDonnell Douglas DC-10-10CF (регистрационный номер N68055, серийный 191) был выпущен в 1975 году (первый полёт совершил 21 января). 17 марта того же года был передан авиакомпании Continental Airlines. 3 марта 1980 года был передан авиакомпании Federal Express в которой получил имя Chandra Renee. Был оснащён тремя турбовентиляторными двигателями General Electric CF6-6D. На день аварии совершил 17 818 циклов «взлёт-посадка» и налетал 38 271 час.

### Экипаж
Самолётом управлял опытный экипаж:
- Командир воздушного судна (КВС) — 47 лет, очень опытный пилот, в авиакомпании Federal Express работал с октября 1979 года. Летал на Boeing 727, Cessna 500, McDonnell Douglas DC-10 и L-382; налетал 12 344 часов, из них 2504 — на DC-10.
- Второй пилот — 41 год, опытный пилот, в авиакомпании Federal Express работал с декабря 1989 года. Летал на McDonnell Douglas DC-9 и DC-10; налетал 6535 часов, из них 1101 — на DC-10 в качестве бортинженера и 237 — в качестве второго пилота.
- Бортинженер — 45 лет, в авиакомпании Federal Express работал с марта 1996 года. Летал на Boeing 737 и DC-10; налетал 3704 часов, из них 188 — на DC-10.

## Хронология событий
В 02:42 по местному времени рейс FDX1406 штатно вылетел из Мемфиса и взял курс на Бостон. В 05:36, когда самолёт летел на эшелоне FL330, в кабине прозвучала сигнализация о задымлении в грузовом отсеке. Экипаж надел кислородные маски, после чего командир прошёлся по чек-листу (контрольному списку) на случай пожара или задымления. Пилоты начали готовиться к аварийной посадке.
Пассажиры, сидевшие прямо около кабины пилотов, зашли в неё и также одели кислородные маски. Бортинженер проверил работоспособность датчика дыма, чтобы убедиться в том, что его срабатывание не является ложным. Он обнаружил, что датчик дыма в порядке, и на борту действительно произошло задымление и, возможно, пожар. В 05:40.43 экипаж уведомил управление воздушным движением (УВД) Бостона об аварийной ситуации и немедленно начал снижение на эшелон FL110. В 05:43 было обнаружено, что дым появился возле кабины пилотов. Сквозь открытую дверь в кабину пилотов бортинженер видел дым за пределами кабины. В 05:46 рейс 1406 был передан УВД Нью-Йорка, которое сопровождало самолёт до самой посадки. В 05:47 КВС дал команду второму пилоту увеличить скорость. Через три минуты командир ответил утвердительно на вопрос диспетчеров, есть ли у них на борту опасные материалы.
Несмотря на то, что командир чувствовал запах дыма сквозь кислородную маску, видимость в кабине оставалась хорошей. Экипаж получил разрешение на прямой заход на посадку на ВПП № 27. В 05:54.28 второй пилот совершил успешную посадку, после чего командир остановил самолёт на рулёжной дорожке A3, где их уже поджидали спасательные службы.
После посадки бортинженер открыл дверь кабины пилотов, но не смог ничего разглядеть из-за густого дыма. Вместе с командиром он объявил экстренную эвакуацию, однако никто не проверил выполнение пунктов соответствующего чек-листа. Вследствие этого, салон оставался под давлением, поэтому бортинженер не смог открыть аварийные выходы R1 и L1, после чего попытался открыть окно в кабине пилотов. Лишь после того, как салон был разгерметизирован, окна в кабине пилотов наконец открылись. Дым пошел наружу и был замечен пожарными. Сразу после этого у бортинженера получилось открыть аварийные выходы R1 и L1, хотя дверь выхода L1 открылась лишь частично. Командир и второй пилот попытались выбраться через окна в кабине пилотов, однако застряли. После того, как бортинженер и пассажиры вышли через аварийный выход, командиру и второму пилоту помогли извне, после чего они спустились по канату. Во время выхода бортинженер получил порез, а командир пострадал во время спуска по канату. Как только экипаж и пассажиры эвакуировались, пожарные зашли в самолёт и приступили к тушению. Примерно через пять минут после того, как дверь в грузовой отсек была открыта, огонь прожёг фюзеляж сверху. Пожарные смогли потушить огонь только через два с половиной часа.

## Расследование
Расследованием причин аварии занимался Национальный совет по безопасности на транспорте (NTSB). Окончательный отчёт расследования был опубликован в августе 1998 года. Причиной аварии был назван пожар в грузовом отсеке неустановленного происхождения.

## Последствия

### Дальнейшая судьба самолёта

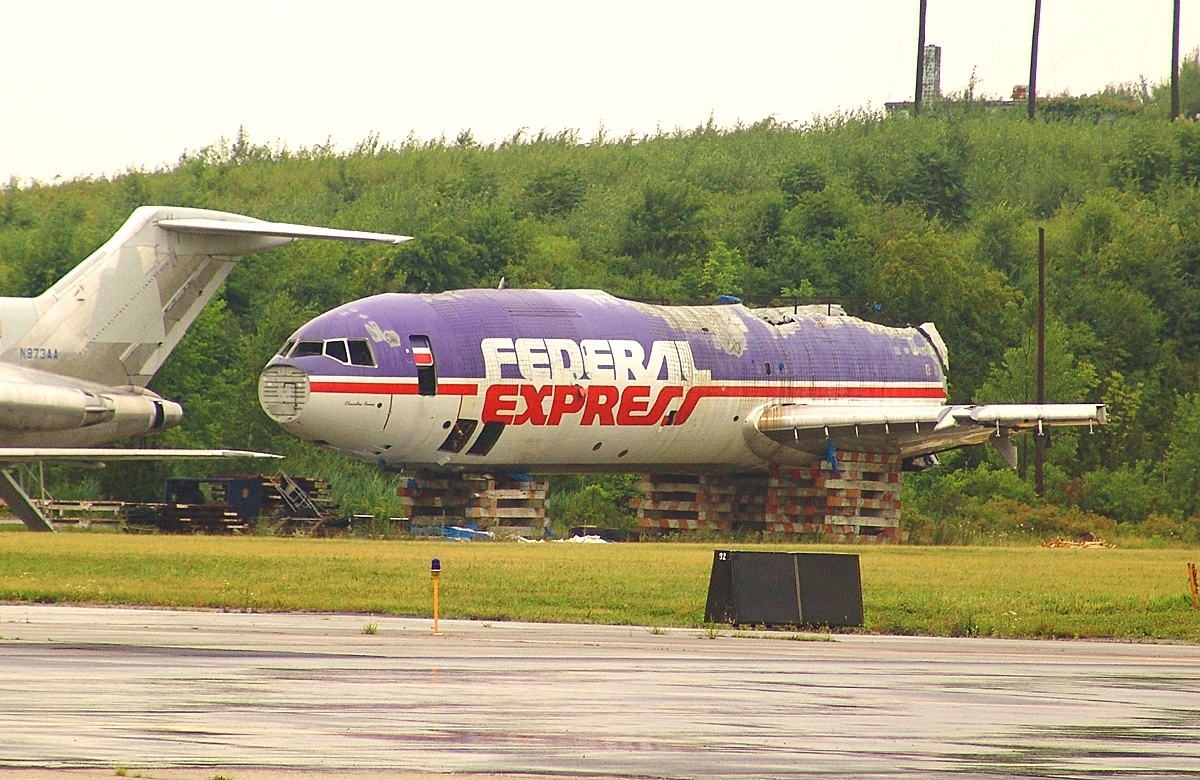
Борт N68055 после аварии

Борт N68055 был уничтожен огнём. Хвостовая часть самолёта и часть крыла отделилась от самолёта во время аварии. Примерная стоимость восстановления была оценена в 95 млн долл. США, в результате чего самолёт был признан не подлежащим ремонту и списан.

### Груз
Бо́льшая часть груза, перевозившегося на воздушном судне, также была уничтожена — как огнём, так и в результате тушения. Страховая оценка стоимости уничтоженного груза составила приблизительно 300 млн долл. США. Среди груза находились различные огнеопасные материалы, вроде ДНК-синтезатора, содержащего огнеопасные жидкости, различные аэрозоли и кислоты.